# Vitali Nossov
Pour les articles homonymes, voir Nossov.
Vitali Ievguenievitch Nossov (en russe : Виталий Евгеньевич Носов), né le 1er février 1968 à Moscou en République socialiste fédérative soviétique de Russie, est un ancien joueur russe de basket-ball évoluant au poste de pivot. Il est devenu entraîneur.

## Biographie

### Palmarès
- Finaliste du championnat du monde 1994
- Finaliste du championnat du monde 1998
- Finaliste du championnat d'Europe 1993
- 3e du championnat d'Europe 1997